# Щаслива колонія
«Щаслива колонія» (італ. La colonia felice) — короткий утопічний роман Карло Доссі, написаний 1874 року.
Базуючись на ідеях автора про справедливість, його називали «своєрідним правовим романом». Він мав величезну читацьку популярність, розпочавши обговорення проблеми позбавлення волі. Згодом (у передмові до видання 1883 року) той самий автор, який тимчасово прийняв теорію Ломброзо, — на сторінках свого роману відкинув філантропічні ідеї.
Роман вважається одним з творів-предтеч італійської фантастики, що були написані у XIX столітті.

## Сюжет
Групу правопорушників переселяють на безлюдний острів, де вони можуть жити «у вічному засланні» без будь-яких правил як абсолютно вільні люди. Невдовзі група ділиться на дві підгрупи. Одну з них очолює Гуалдо Беккайо, сильний практичний чоловік (отримали назву «леви»), а іншу — Ароно Леттерато, інтелектуально розвинений чоловік (отримали назву «лисиці»). Розгортається війна з інтригами та зрадами між двома фракціями, з яких партія Ароно виходить переможцем.
Після народження своєї доньки Гуалду розуміє, що він сподівається, перш за все, на мирне життя, тому просить у свого противника пробачення, й обидва присягаються жити мирно. Усі вигнанці збираються разом й розроблюють собі суворі закони, обравши Гуальдо та Ароно керівниками. Єдиний, хто з цими правилами не погодився, — Маріо Неббіозо, що залишає суспільство та живе усамітнено в лісі.
Через шість років дочка Гуальдо, Форестіна, зустрічається з Маріо. Він закохується в неї, але коли Форестіна цілується з іншим хлопцем, Маріо дуже ревнує і клянеться вбити дівчину. В останній момент вона освідчується в коханні Маріо, і вони стають парою.
Зрештою з батьківщини злочинців приїжджає офіцер і вивчає розвиток колонії. Він заявляє про реабілітацію мешканців колонії, і всі святкують «започаткування „Щасливої колонії“».